# Polícia Militar do Estado do Maranhão
A Polícia Militar do Maranhão ( PMMA ) tem por função primordial o policiamento ostensivo e a preservação da ordem pública no Estado do Maranhão. Ela é Força Auxiliar e Reserva do Exército Brasileiro, e integra o Sistema de Segurança Pública e Defesa Social do Brasil.
Seus integrantes são denominados Militares dos Estados, assim como os membros do Corpo de Bombeiros Militares do Maranhão.

## História
A Polícia Militar do Maranhão foi criada em 1836, com a denominação de "Corpo de Polícia da Província do Maranhão"; constituída por um Estado-maior e quatro companhias de infantaria. O efetivo total era de quatrocentos e doze policiais.
Ao longo do tempo a corporação recebeu as seguintes denominações:
- Corpo de Segurança Pública
- Corpo de Infantaria
- Corpo Militar do Estado
- Batalhão Policial do Estado
- Força Policial Militar do Estado
- Brigada Auxiliar do Norte
- Polícia Militar do Maranhão - 1951

A interiorização começou a partir de 1841, com a criação do Corpo de Guardas Campestres.
Em 1920 o seu efetivo foi oficializado em duzentos e cinquenta policiais
Em 1966 foi criada a Companhia Escola; bem como, dois Batalhões de Polícia (BPM): o 1º BPM  e o 2º BPM, responsáveis respectivamente pelo policiamento da capital  e do interior do Estado.
A primeira turma de oficiais PM, com Curso de Formação de Oficiais (CFO), também formou-se em 1966, na Academia de Polícia Militar de Minas Gerais.
Desde então, ocorreram outras turmas formadas em diferentes academias de corporações policiais militares, tais como: PMCE, PMBA, PMPE, BMRS, PMERJ, PMPR, PMPA e PMGO.
Em 1993 foi criada a Academia de Polícia Militar do Maranhão, que então passou a formar seus próprios oficiais; tendo a primeira turma vinte e nove aspirantes-a-oficial formados em 22 de dezembro de 1995. 

## Surgimento das Polícias Militares
O surgimento das polícias militares brasileiras deu-se em Minas Gerais, onde já havia uma estrutura de força militar com funções semelhantes às de policiamento e controle social desde o período colonial. Em 1775, uma reorganização militar na capitania, com a criação do Regimento Regular de Cavalaria de Minas (RRCM), que é a célula Mater da Polícia Militar de Minas Gerias (PMMG), resultou na substituição dos antigos terços por corpos auxiliares organizados em regimentos. Esse novo corpo atuava em atividades internas como patrulhamento e repressão, sendo empregado principalmente na proteção do escoamento do ouro pelas estradas reais até o litoral brasileiro e na preservação da ordem pública na capitania de Minas Gerais. Assim, marcando essa organização militar como uma das mais antigas expressões de força policial estruturada no Brasil . A legislação imperial registra, ainda, a criação de outros corpos policiais nas províncias, como em 1809 no Rio de Janeiro, 1818 no Pará, em 1820 no Maranhão, em 1825 na Bahia, em Pernambuco, e em 1834 no Espírito Santo.

## CME - Comando de Missões Especiais
Subordinado diretamente ao Comando-Geral, é responsável pela preservação da ordem pública em apoio aos demais comandos intermediários, com circunscrição em todo o Estado, competindo-lhe o planejamento, comando, coordenação, fiscalização e controle operacional e administrativo dos órgãos e unidades especiais subordinadas, de acordo com as diretrizes e ordens do Comando-Geral. (Medida Provisória n° 264, 18/12/17).

Com as seguintes Unidades:
BOPE - (Batalhão de Operações Especiais) "Cap PM Daniel Nunes Esteves"

Com sede no município de São Luis/MA.

- COE (Comando de Operações Especiais);
- COSAR (Comando de Operações e Sobrevivência em Área Rural);
- ROTAM (Rondas Ostensivas Tático Móvel).

BPChoq - (Batalhão de Polícia Militar de  Choque) "Maj QOPM Luís Fábio Siqueira Silva"

Com sede no município de São Luís/MA.

- CDC (Companhia de Controle de Distúrbios Civis);
- Esquadrão Águia;
- CANIL.

## CPE - Comando de Policiamento Especializado
Subordinado diretamente ao Comando-Geral, é responsável pela preservação da ordem pública em apoio aos demais comandos intermediários, com circunscrição em todo o Estado, competindo-lhe o planejamento, comando, coordenação, fiscalização e controle operacional e administrativo dos órgãos e unidades especiais subordinadas, de acordo com as diretrizes e ordens do Comando-Geral. (Medida Provisória n° 145, 25/02/13).

Com as seguintes Unidades:

BPA - (Batalhão de Polícia Ambiental);

BPRv - (Batalhão de Polícia Militar Rodoviária);

BPTur - (Batalhão de Polícia Militar de Turismo);

2º BPTur - (2º Batalhão de Polícia Militar de Turismo). MP n° 355, 18/05/21

Barreirinhas (sede), Primeira  Cruz,  Santo  Amaro,  Paulino  Neves,  Tutóia,  Água  Doce,  Araioses e Humberto de Campos.

## CPM - Comando  de  Policiamento  Metropolitano
Órgão diretamente subordinado ao Comandante Geral, responsável pela preservação da Ordem Pública em toda região metropolitana, compreendendo todos os Comandos de Policiamento de Área Metropolitana (CPAM’s), competindo-lhe o planejamento, comando, coordenação, fiscalização e controle operacional e administrativo dos órgãos, unidades e subunidades, de acordo com as diretrizes e ordens do Comando Geral. - Lei n°11.346, de 29/09/20.

### CPAM - Oeste - Comando de Policiamento de Área Metropolitana Oeste
Órgão subordinado diretamente ao Comando de Policiamento Metropolitano (CPM), responsável pela preservação da ordem pública, na área Oeste (9º BPM, CPGD e 38º  BPM), competindo-lhe o planejamento, comando, coordenação, fiscalização e controles operacionais e administrativos dos órgãos e unidades subordinadas de acordo com as diretrizes do Comando de Policiamento Metropolitano (CPM).- Lei n°11.346, de 29/09/20.

9° Batalhão de Polícia Militar

38º Batalhão de Polícia Militar (TIRADENTES) - Lei n°11.346, de 29/09/20.

Área de circunscrição nos bairros da Liberdade, Camboa e adjacências. 

CPGD Ind (Companhia de Polícia de Guarda Independente)

### CPAM - Leste - Comando de Policiamento de Área Metropolitana Norte
Órgão subordinado diretamente ao Comando de Policiamento Metropolitano (CPM), responsável pela preservação da ordem  pública, na Área Norte de atuação das UPM’s (8º BPM, 20º BPM e 1ªCI),competindo-lhe o planejamento, comando, coordenação, fiscalização e controles operacionais e administrativos dos órgãos e unidades subordinadas de acordo com as diretrizes do Comando de Policiamento Metropolitano (CPM). - Lei n°11.346, de 29/09/20.

8° Batalhão de Polícia Militar

20° Batalhão de Polícia Militar

1ª Cia Ind. (1ª Companhia Independente da Polícia Militar) - Lei n°11.346, de 29/09/20.

Área de circunscrição na Vila Luizão (sede).

### CPAM - Leste - Comando de Policiamento de Área Metropolitana Leste
Órgão subordinado diretamente ao Comando de Policiamento Metropolitano (CPM), responsável pela preservação da ordem  pública, na Área Leste de atuação das UPM’s (6º  BPM, 13º BPM, 22º BPM, e 4ª CI), competindo-lhe o planejamento, comando, coordenação, fiscalização e controles operacionais e administrativos dos órgãos e unidades subordinadas de acordo com as diretrizes do Comando de Policiamento Metropolitano (CPM). - Lei n°11.346, de 29/09/20.

6° Batalhão de Polícia Militar

13° Batalhão de Polícia Militar

São José de Ribamar.

22º Batalhão de Polícia Militar

Paço do Lumiar.

4ª Cia Ind. (4ª Companhia Independente da Polícia Militar) - Lei n°11.346, de 29/09/20.

Área  de  circunscrição  na  Cidade  Olímpica (sede),  bairros  adjacentes  e  Zona  Rural  I.

### CPAM - Sul - Comando de Policiamento de Área Metropolitana Sul
Órgão subordinado diretamente ao Comando de Policiamento Metropolitano (CPM), responsável pela preservação da ordem  pública, na Área Sul de atuação das UPM’s (1º  BPM, 21º BPM e 3ª CI), competindo-lhe o planejamento, comando, coordenação, fiscalização e controles operacionais e administrativos dos órgãos e unidades subordinadas de acordo com as diretrizes do Comando de Policiamento Metropolitano (CPM). - Lei n°11.346, de 29/09/20.

1° Batalhão de Polícia Militar

21° Batalhão de Polícia Militar

3ª Cia Ind. (3ª Companhia Independente da Polícia Militar) - Lei n°11.346, de 29/09/20.

Área de circunscrição no Coroadinho (sede).

## CSC - Comando de Segurança Comunitária
Órgão subordinado diretamente ao Comando-Geral, responsável pela preservação da ordem pública na capital e no interior do Estado, competindo-lhe o planejamento, comando, coordenação, fiscalização, controles Operacional e administrativo dos órgãos, unidades de Segurança Comunitária (USC) subordinadas, de acordo com as diretrizes e ordens do Comando-Geral. (Lei n° 10.131, 30/07/14)

Ronda Escolar

PROERD

PMP (Patrulha Maria da Penha)

## CPI - Comando de Policiamento do interior

### CPAI-1 - Comando de Policiamento de Área do Interior - 1
15º Batalhão de Polícia Militar

Alto Alegre do Maranhão, Bacabal (Sede),
Conceição do Lago-Açu, Lago Verde, Olho D`água das Cunhãs, São Luís Gonzaga.

19º Batalhão de Polícia Militar

Bernardo do Mearim, Esperantinópolis,
Igarapé Grande, Lima Campos, Pedreiras (Sede) , Poção de Pedras, Trizidela do Vale.

23º Batalhão de Polícia Militar

São Mateus (Sede).

39º Batalhão de Polícia Militar (MP n° 355, 18/05/21)

Lago da Pedra (Sede), Lago dos Rodrigues, Lago  do  Junco,  Bom  Lugar,  Lagoa  Grande  do  Maranhão,  Paulo  Ramos,  Vitorino  Freire,  Altamira  do  Maranhão,  Marajá  do  Sena  e Brejo de Areia.

### CPAI-2 - Comando de Policiamento de Área do Interior - 2
5º Batalhão de Polícia Militar

Barra do Corda (sede), Fernando Falcão, Itaipava do  Grajaú, Jenipapo dos Vieiras, São Raimundo do Doca Bezerra e São Roberto.

18º Batalhão de Polícia Militar

Presidente Dutra (sede), Dom Pedro, Gonçalves Dias, Governador Archer, Governador Eugênio Barros, Governador Luiz Rocha, Graça Aranha, Capinzal do Norte, Tuntum,  São Domingos do Maranhão, São José dos Basílios, Santa Filomena do Maranhão, Santo Antônio dos Lopes, Senador Alexandre Costa e Joselândia.

33° Batalhão de Polícia Militar - Lei n°  10.938, de 23/10/18

Buriti Bravo, Colinas (Sede), Fortuna, Jatobá, Mirador, Sucupira do Norte.

37° Batalhão de Polícia Militar - Lei n°  10.938, de 23/10/18

Arame, Formosa da Serra Negra, Grajaú (Sede).

### CPAI-3 - Comando de Policiamento de Área do Interior - 3
3º Batalhão de Polícia Militar

Bananal, Gov. Edison Lobão, Imperatriz.

12º Batalhão de Polícia Militar

Campestre do Maranhão, Carolina, Estreito (Sede), Lajeado Novo, Porto Franco, Ribamar Fiquene, São João do Paraíso.

14º Batalhão de Polícia Militar

Imperatriz (Sede), Davinópolis, João Lisboa, Senador La Roque.

2º Esquadrão de Polícia Montada

Imperatriz.

26º Batalhão de Polícia Militar

Açailândia (Sede), Itinga do Maranhão, São Francisco do Brejão, São Pedro da Água Branca, Vila Nova dos Martírios.

30° Batalhão de Polícia Militar

Bom Jesus das Selvas, Buriticupu (Sede).

34° Batalhão de Polícia Militar - Lei n°  10.938, de 23/10/18

Amarante do Maranhão (Sede), Buritirana, Montes Altos, Sítio Novo.

### CPAI-4 - Comando de Policiamento de Área do Interior - 4
2º Batalhão de Polícia Militar

Afonso Cunha, Aldeias Altas, Caxias (Sede), Coelho Neto,
Duque Bacelar, São João do Soter.

11º Batalhão de Polícia Militar

Matões, Parnarama, Timon (Sede). 

17º Batalhão de Polícia Militar

Codó (Sede); Timbiras.

24° Batalhão de Polícia Militar

Coroatá (Sede), Peritoró.

### CPAI-5 - Comando de Policiamento de Área do Interior - 5
10º Batalhão de Polícia Militar

Alcântara, Bacurituba, Bequimão, Palmeirândia, Pedro do Rosário, Peri Mirim, Pinheiro (Sede), Presidente Sarney, Santa Helena, São Bento, Turiaçu, Turilândia.

36º Batalhão de Polícia Militar

Arari, Cajapió, Cajari, Matinha, Olinda Nova, Penalva, São João Batista, São Vicente Ferrer, Viana (Sede), Vitória do Mearim.

25º Batalhão de Polícia Militar

Apicum-Açu, Bacuri, Cururupu (Sede), Serrano do Maranhão.

 2ª Companhia Independente

Mirinzal (Sede), Cedral, Central do Maranhão, Porto Rico do Maranhão, Guimarães. 

### CPAI-6 - Comando de Policiamento de Área do Interior - 6
4º Batalhão de Polícia Militar

Alto Parnaíba,
Balsas (Sede),
Feira Nova do Maranhão,
Fortaleza dos Nogueiras,
Loreto,
Nova Colinas,
Riachão,
São Pedro dos Crentes,
Tasso Fragoso.

35° Batalhão de Polícia Militar

Barão de Grajaú,
Lagoa do Mato,
Nova Iorque,
Paraibano,
Passagem Franca,
Pastos Bons,
São Franc. do Maranhão,
São João dos Patos (Sede),
Sucupira do Riachão.
46º Batalhão de Polícia Militar
São Raimundos das Mangabeiras(sede), Sambaíba, Loreto, São Félix de Balsas, Benedito Leite e São Domingos do Azeitão

### CPAI-7 - Comando de Policiamento de Área do Interior - 7
16º Batalhão de Polícia Militar

Anapurus,
Belágua,
Brejo,
Buriti de Iná,
Chapadinha (Sede),
Mata Roma,
São B. do Rio Preto,
Urbano Santos,Tutoia, Água doce, Paulino neves, Santana, São Bernardo, Santa Quitéria, Milagres, Magalhães de Almeida, Araioses e (Pirangi).

27° Batalhão de Polícia Militar

Axixá,
Bacabeira,
Cachoeira Grande,
Humberto de Campos,
Icatu,
Morros,
Presidente Juscelino,
Primeira Cruz,
Rosário (Sede),
Santa Rita,
Santo Amaro do Maranhão.
28° Batalhão de Polícia Militar

Anajatuba,
Cantanhede,
Itapecuru Mirim (Sede),
Matões do Norte,
Miranda do Norte,
Nina Rodrigues,
Pirapemas,
Presidente Vargas,
Vargem Grande.

### CPAI-8 - Comando de Policiamento de Área do Interior - 8
31° Batalhão de Polícia Militar 

Amapá do Maranhão,
Boa Vista do Gurupi,
Cândido Mendes,
Carutapera,
Centro Novo,
Godofredo Viana,
Junco do Maranhão,
Luís Domingues,
Maracaçumé,
Governador Nunes Freire (Sede).

29° Batalhão de Polícia Militar

Araguanã,
Centro do Guilherme,
Governador Newton Bello,
Nova Olinda do Maranhão,
Presidente Médici,
Santa Luzia do Paruá,
Maranhãozinho,
Zé Doca (Sede).

7º Batalhão de Polícia Militar

Alto Alegre do Pindaré, Bela Vista do Maranhão, Bom Jardim, Igarapé do Meio,
Monção, Pindaré-Mirim (Sede), Pio XII, Santa Inês, Santa Luzia, São João do Carú, Satubinha, Tufilândia.